# Paz de Caltabellotta

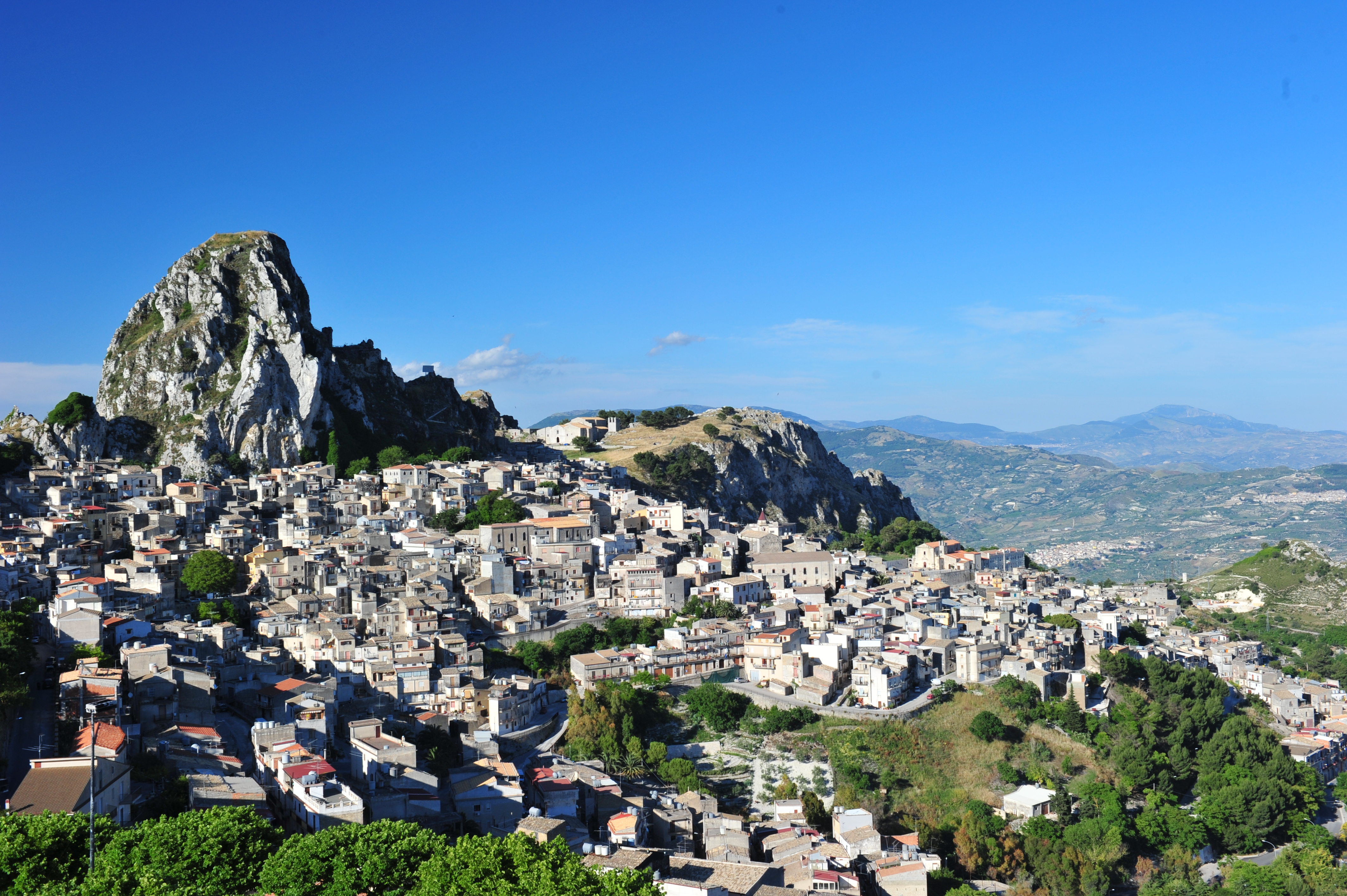
A cidade de Caltabellota na atualidade (2011). Fotografia de Tiberio Frascari.

A Paz de Caltabellotta foi um tratado de paz assinado em 31 de agosto de 1302 (algumas fontes citam 19 de agosto de 1302) perto da cidade siciliana de Caltabellota entre Frederico II da Sicília, por um lado, e Carlos II de Nápoles e Carlos de Valois, por outro, com o qual terminou a Guerra das Vésperas Sicilianas.

## Antecedentes
Em 1295 o Papa Bonifácio VIII proclamou a Paz de Anagni que encerrou a Guerra das Vésperas Sicilianas entre a Coroa de Aragão e o Reino de Nápoles, formada pela divisão do Reino da Sicília. Quando Carlos de Valois interveio na Sicília em 1302 à frente de quatro mil cavaleiros pagos pelo Papa para apoiar Carlos II de Anjou contra Frederico II da Sicília, a nobreza siciliana rapidamente recordou a clemência demonstrada a ele e aos seus familiares por seu tio Pedro III de Aragão. Admitindo relutantemente ter lutado, ele propôs cessar as hostilidades e assinar a paz de Caltabellotta. Por sua vez, as relações entre a Casa de Anjou e o Papa Bonifácio VIII tinham-se rompido, pelo que os angevinos decidiram fazer a paz com os seus inimigos, os reis da Coroa de Aragão.

## O tratado
Segundo o tratado, Carlos II de Anjou renunciou temporariamente à soberania sobre a ilha da Sicília, de modo que Federico II da Sicília foi confirmado como rei da mesma mas com o título de rei de Trinacria, enquanto Carlos II de Anjou manteve o título oficial do rei da Sicília, mas apenas com suserania sobre Nápoles. Frederico II da Sicília seria rei de Trinacria até à sua morte quando, na sequência do tratado, a ilha regressaria à soberania dos Anjou, como reis da Sicília. Além disso, Carlos II de Anjou prometeu pagar a Frederico II da Sicília em mil onças de ouro e garantir que o Papa Bonifácio VIII investisse Federico II da Sicília como Rei de Jerusalém (Chipre) ou, na sua falta, Rei da Sardenha. Em troca, Frederico II da Sicília devolveu os territórios conquistados na Calábria e os territórios do Reino da Sicília peninsular (Nápoles) a Carlos II de Anjou. Isso também incluiu a libertação do filho de Carlos II de Anjou, Filipe de Anjou, Príncipe de Taranto, que estava preso em Cefalù. Como promessa de garantir a paz, Carlos II de Anjou desistiu de sua filha Leonor de Nápoles em casamento com Frederico II da Sicília.

## Consequências do tratado
Com o texto, terminou a Guerra da Sicília e foi assegurada a paz entre a Casa de Aragão e a Casa de Anjou. Da mesma forma, o Reino da Sicília foi dividido, de modo que os reis da ilha da Sicília receberam o título de Reis da Trinacria, enquanto os reis do território de Nápoles mantiveram o título de reis da Sicília. Após o tratado, o Reino da Sicília (Reino de Trinacria) foi segregado da Coroa de Aragão, mas governado por um filho dos reis de Aragão, da dinastia da Casa de Aragão. Constituiu assim uma base segura para o comércio dos comerciantes catalães. Apesar da relutância do Papa Bonifácio VIIIao perder a soberania do território, acabou ratificando o tratado do ano de 1303.

### A Companhia Catalã do Oriente
Uma das cláusulas do tratado previa a desmobilização do exército de Frederico II da Sicília. Com isso, a companhia de Almogávares que lutou ao seu lado ficou sem emprego. Além disso, o comandante-chefe da companhia, Guillem Galceran de Cartellà, deixou o seu comando e decidiu regressar a Hostoles. Assim, os almogávares escolheram Roger de Flor como novo comandante e formaram a Companhia Catalã do Oriente. Um dos líderes almogávares, Bernardo de Rocafort, opôs-se à aceitação dos termos da Paz de Caltabellota, recusando-se a entregar dois castelos que tinha ocupado na Calábria. Este fato lhe rendeu o ódio de Roberto I de Nápoles, sucessor de Carlos II de Anjou. Assim, quando em 1309 o comandante-em-chefe da Companhia Catalã do Oriente - então o cavaleiro Teobaldo de Cepoy - o capturou, decidiu entregar Bernardo de Rocafort a Roberto I de Nápoles, que o aprisionou em masmorras e o deixou ele morrer de fome.

### Depois do tratado
Os termos do tratado não foram respeitados em todas as suas compensações para Frederico II da Sicília, de modo que em 1313 reivindicou o trono para seu filho Pedro II da Sicília. Assim, vieram mais anos de guerra, quando em 1313 Roberto I de Nápoles tentou tomar posse da ilha sem sucesso, assinando uma trégua em 1317. Em 1335 Frederico II da Sicília foi excomungado pelo Papa João XXII por ter apreendido posses da Santa Sé para fins militares em apoio aos gibelinos no ataque à República de Génova, e em 1321ele emitiu uma interdição contra ele que durou até 1335 e que foi o motivo de novas guerras contra os Anjou. Finalmente, quando foi eleito em 1334 o Papa Bento XII, que mantinha relações amistosas com Frederico II da Sicília, prometeu-lhe o respeito da Santa Sé, de modo que em 1337 foi sucedido pelo seu filho Pedro II da Sicília. Em 1409, o rei Martinho I de Aragão "o Humano" anexou novamente o Reino da Sicília à Coroa de Aragão. Em 1442 o rei Alfonso V de Aragão conquistará o Reino de Nápoles, reunificando ambos os territórios.